# 남해대로
남해대로(Namhae-daero)는 경상남도 남해군 미조면에서 하동군 금남면 남해대교를 잇는 도로이다.

## 주요 경유지
경상남도
- 남해군 (미조면 . 이동면 . 남해읍 . 고현면 . 설천면) - 하동군 (금남면)

## 노선
| 이름                                               | 접속 노선                                                         | 소재지        | 소재지                              | 비고                                          |
| 미송로와 직결                                      | 미송로와 직결                                                     | 미송로와 직결 | 미송로와 직결                       | 미송로와 직결                                 |
| -------------------------------------------------- | ----------------------------------------------------------------- | ------------- | ----------------------------------- | --------------------------------------------- |
| (미조리)                                           | 미송로2번길                                                       | 남해군        | 미조면                              | 국도 제19호선 구간                            |
| 초전삼거리                                         | 국도 제3호선 국도 제77호선 (동부대로)                             | 남해군        | 미조면                              | 국도 제19, 77호선 구간                        |
| 송정해수욕장                                       |                                                                   | 남해군        | 미조면                              | 국도 제19, 77호선 구간                        |
| 상주중학교 상주해수욕장 상주면사무소 상주초등학교  |                                                                   | 남해군        | 상주면                              | 국도 제19, 77호선 구간                        |
| 상주현                                             |                                                                   | 남해군        | 상주면                              | 국도 제19, 77호선 구간                        |
| (이름 없음)                                        | 보리암로                                                          | 남해군        | 이동면                              | 국도 제19, 77호선 구간                        |
| 신전삼거리                                         | 지방도 제1024호선 (남서대로)                                      | 남해군        | 이동면                              | 국도 제19, 77호선 구간 지방도 제1024호선 구간 |
| 이동 교차로 (이동육교)                             | 지방도 제1024호선 (삼이로) 무림로                                 | 남해군        | 이동면                              | 국도 제19, 77호선 구간 지방도 제1024호선 구간 |
| 석평 교차로                                        | 무림로                                                            | 남해군        | 이동면                              | 국도 제19, 77호선 구간                        |
| 석평교                                             |                                                                   | 남해군        | 이동면                              | 국도 제19, 77호선 구간                        |
| 보광 교차로                                        | 죽방로                                                            | 남해군        | 이동면                              | 국도 제19, 77호선 구간                        |
| 고모 교차로                                        | 강진만로                                                          | 남해군        | 이동면                              | 국도 제19, 77호선 구간                        |
| 용두 교차로                                        | 남해대로2264번길                                                  | 남해군        | 이동면                              | 국도 제19, 77호선 구간                        |
| 다천교                                             |                                                                   | 남해군        | 이동면                              | 국도 제19, 77호선 구간                        |
| 다천 교차로                                        | 남해대로2363번길                                                  | 남해군        | 이동면                              | 국도 제19, 77호선 구간                        |
| 다초 교차로                                        | 남해대로2431번길 초음로37번길                                     | 남해군        | 이동면                              | 국도 제19, 77호선 구간                        |
| 남해기상관측소 보물섬 마늘나라 남해군 농업기술센터 |                                                                   | 남해군        | 이동면                              | 국도 제19, 77호선 구간                        |
| 초곡 교차로                                        | 남해대로2477번길 초음로                                           | 남해군        | 이동면                              | 국도 제19, 77호선 구간                        |
| 다정교                                             |                                                                   | 남해군        | 이동면                              | 국도 제19, 77호선 구간                        |
| 대입현 교차로                                      | 당넘로                                                            | 남해군        | 남해읍                              | 국도 제19, 77호선 구간                        |
| 입현 교차로                                        | 강진만로                                                          | 남해군        | 남해읍                              | 국도 제19, 77호선 구간                        |
| 소입현 교차로                                      | 남해대로2698번길                                                  | 남해군        | 남해읍                              | 국도 제19, 77호선 구간                        |
| 입현교                                             |                                                                   | 남해군        | 남해읍                              | 국도 제19, 77호선 구간                        |
| 유배문화박물관앞 교차로                            | 에코파크길                                                        | 남해군        | 남해읍                              | 국도 제19, 77호선 구간                        |
| 남변사거리                                         | 스포츠로 화전로                                                   | 남해군        | 남해읍                              | 국도 제19, 77호선 구간                        |
| 경남도립남해대학                                   |                                                                   | 남해군        | 남해읍                              | 국도 제19, 77호선 구간                        |
| 남해지하차도                                       |                                                                   | 남해군        | 남해읍                              | 국도 제19, 77호선 구간                        |
| 남해제일고등학교 남해시외버스터미널                |                                                                   | 남해군        | 남해읍                              | 국도 제19, 77호선 구간                        |
| 남해 교차로                                        | 화전로                                                            | 남해군        | 남해읍                              | 국도 제19, 77호선 구간                        |
| 동산교                                             |                                                                   | 남해군        | 남해읍                              | 국도 제19, 77호선 구간                        |
| 심천 교차로                                        | 남해대로2984번길                                                  | 남해군        | 남해읍                              | 국도 제19, 77호선 구간                        |
| 풍산 교차로                                        | 남해대로3100번가길                                                | 남해군        | 고현면                              | 국도 제19, 77호선 구간                        |
| 이어 교차로                                        | 남해대로3100번길 화방로                                           | 남해군        | 고현면                              | 국도 제19, 77호선 구간                        |
| 대곡 교차로                                        | 국도 제19호선 국도 제77호선 (도마대로)                            | 남해군        | 고현면                              | 국도 제19, 77호선 구간                        |
| 도마교                                             |                                                                   | 남해군        | 고현면                              |                                               |
| 성산 교차로                                        | 국도 제19호선 국도 제77호선 (도마대로) 지방도 제1024호선 (설천로) | 남해군        | 고현면                              | 국도 제19, 77호선 구간 지방도 제1024호선 구간 |
| 가청곡 교차로                                      | 삼봉로                                                            | 남해군        | 고현면                              | 국도 제19, 77호선 구간 지방도 제1024호선 구간 |
| (고현주유소)                                       | 탑동로                                                            | 남해군        | 고현면                              | 국도 제19, 77호선 구간 지방도 제1024호선 구간 |
| 고현교                                             |                                                                   | 남해군        | 고현면                              | 국도 제19, 77호선 구간 지방도 제1024호선 구간 |
| 탑동 교차로 (중앙육교)                             | 국도 제77호선 지방도 제1024호선 (남서대로)                        | 남해군        | 고현면                              | 국도 제19, 77호선 구간 지방도 제1024호선 구간 |
| 고현 교차로                                        | 탑동로                                                            | 남해군        | 고현면                              | 국도 제19호선 구간                            |
| 방월교                                             |                                                                   | 남해군        | 고현면                              | 국도 제19호선 구간                            |
| 순국공원 교차로                                    |                                                                   | 남해군        | 고현면                              | 국도 제19호선 구간                            |
| 차면 교차로                                        | 남해대로3883번길 남해대로3884번길                                 | 남해군        | 고현면                              | 국도 제19호선 구간                            |
| (생태통로)                                         |                                                                   | 남해군        | 고현면                              | 국도 제19호선 구간                            |
| 월곡 교차로                                        | 국도 제19호선 (고현 ~ 하동IC간 도로)                              | 남해군        | 설천면                              | 국도 제19호선 구간                            |
| 덕신교                                             |                                                                   | 남해군        | 설천면                              |                                               |
| 덕신삼거리                                         | 노량로                                                            | 남해군        | 설천면                              |                                               |
| 노량삼거리                                         | 지방도 제1024호선 (노량로)                                        | 남해군        | 설천면                              |                                               |
| 남해대교                                           |                                                                   | 남해군        | 설천면                              |                                               |
|                                                    | 하동군                                                            | 금남면        |                                     |                                               |
| 노량육교                                           | 하동군                                                            | 금남면        |                                     |                                               |
| 남해대교 교차로                                    | 하동군                                                            | 금남면        | 지방도 제1002호선 (경충로) 구노량길 |                                               |
| 섬진강대로와 직결                                  |                                                                   |               |                                     |                                               |

## 주요 시설및 건물
- 상주중학교 (남해대로 651/상주리 590-1)
- S-OIL 고려주유소 (남해대로 678/상주리 1217-1)
- 농협 동남해농협 하나로마트 상주점 (남해대로 684/상주리 1221)
- 상주면 행정복지센터 (남해대로 705/상주리 1061-3)
- 상주초등학교 (남해대로 708/상주리 1174)
- 남해군상주면 보건지소 (남해대로 716/상주리 1161-4)
- 상주치안센터 (남해대로 717/상주리 1042-2)
- 상주119지역대 (남해대로 760/상주리 884-11)
- 원천마을회관 (남해대로 1543/신전리 1111-3)
- 알뜰 금산주유소 (남해대로 1974/무림리 517-1)
- 현대오일뱅크 덕산주유소 (남해대로 2247/석평리 833)
- GS칼텍스 다정주유소 (남해대로 2389/다정리 298-3)
- 세븐일레븐 남해정감점 (남해대로 2426/초음리 1535-1)
- 롯데택배 남해대리점 (남해대로 2614/입현리 1264-1)
- 현대오일뱅크 땡큐주유소 (남해대로 2618/입현리 1266)
- E1 땡큐LPG (남해대로 2624/입현리 1256-1)
- SK에너지 대영주유소 (남해대로 2662/입현리 1399-1)
- GS칼텍스 대영LPG 충전소 (남해대로 2675/입현리 1401-4)
- GS25 남해대로점 (남해대로 2765/남변리 272)
- 남해공용터미널 (남해대로 2835/북변리 316-3)
- S-OIL 서남해주유소 (남해대로 2905/차산리 779)
- 한국전력공사 남해지사 (남해대로 2962/심천리 955-1)
- GS칼텍스 서진주유소 (남해대로 2990/심천리 820-1)
- CU 남해심천점 (남해대로 2994/심천리 821-1)
- 도마초등학교 (남해대로 3173/도마리 137)
- E1 남해LPG 충전소 (남해대로 3249/도마리 732-4)
- 농협 새남해농협 하나로마트 도마점 (남해대로 3199/도마리 233)
- 농협 새남해농협 고현주유소 (남해대로 3294/도마리 700-3)